# Francisco Rabal

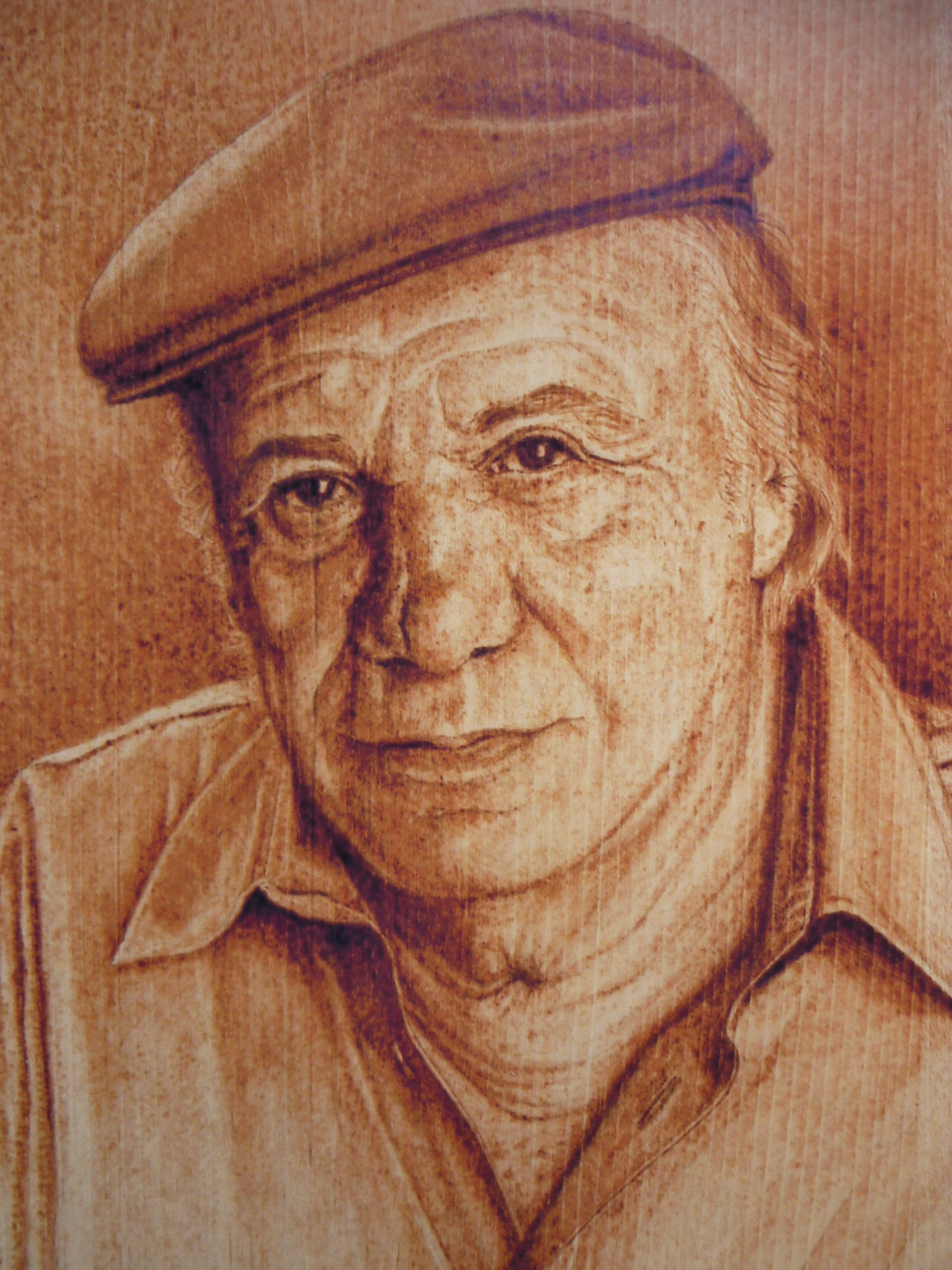
Paco Rabal

Francisco Rabal Valera  (auch bekannt als Paco Rabal), (* 8. März 1926 in Águilas; † 29. August 2001 in Bordeaux, nach anderen Angaben auf der Rückreise nach Madrid) war ein spanischer Schauspieler.

## Leben
Rabals Familie verließ die Region Murcia nach Ausbruch des Spanischen Bürgerkrieges. In Madrid musste der junge Rabal als Straßenverkäufer arbeiten und so den Unterhalt der Familie sichern. Nach seiner Schulzeit arbeitete er als Elektriker in spanischen Filmstudios. Er übernahm erste Statistenrollen und ging dann ans Theater, wo er auch Schauspielunterricht erhielt. Nach zahlreichen Filmen in Spanien gelang ihm der internationale Durchbruch 1959 mit dem mexikanischen Film Nazarín von Luis Buñuel. Mit Buñuel drehte er zwei Jahre später den Film Viridiana, der bei den Filmfestspielen von Cannes 1961 die Goldene Palme gewann. Neben zahlreichen filmisch interessanten Werken war Rabal auch immer wieder in Kommerzprodukten zu sehen.
Er war Mitglied der Kommunistischen Partei Spaniens.
Rabal spielte in über 200 Filmen. Er gewann zahlreiche nationale und internationale Filmpreise, darunter 1984, gemeinsam mit seinem Landsmann Alfredo Landa, den Darstellerpreis bei den Internationalen Filmfestspielen von Cannes 1984 für Mario Camus’ Sozialstudie Die heiligen Narren. Den wichtigsten spanischen Filmpreis Goya konnte er allerdings nur einmal am Ende seiner Karriere gewinnen. Er erhielt ihn im Jahr 2000 für Carlos Sauras Goya (Goya en Burdeos) und seine Darstellung des alten Francisco de Goya.

## Privates
Rabal war verheiratet mit Asunción Balaguer. Aus dieser Ehe stammt seine Tochter Teresa, die ebenfalls Schauspielerin ist, und sein Sohn Benito, der als Regisseur tätig ist.

## Tod
Im August 2001 besuchte Rabal das Montreal Filmfestival in Kanada. Auf der Rückreise starb er an einem Lungenemphysem, als das Flugzeug auf dem Weg von London nach Madrid flog. Nach anderen Angaben starb Rabal während des Fluges über Bordeaux.

## Filmografie (Auswahl)
- 1953: Der Verräter des Herrn – Judas Ischariot (El beso de Judas)
- 1954: Die Liebesmühle (La picara molinera)
- 1955: Historias de la radio – Regie: José Luis Sáenz de Heredia
- 1957: Clorinda, die Sarazenin (Gerusalemme liberata)
- 1957: Das Leben ist ohne Gnade (La grande strada azzurra) – Regie: Gillo Pontecorvo
- 1957: Der Tag der Verdammten (Amanecer en Puerta Oscura)
- 1958: Der Mann in den kurzen Hosen (L'uomo dei calzoni corti)
- 1958: Nazarin (Nazarín) – Regie: Luis Buñuel
- 1959: Unter dem Terror der Mörder (Llegaron des hombres)
- 1960: Brot und Blut (A las cinco de la tarde)
- 1960: Zur Ewigkeit verdammt (Hijo de hombre)
- 1961: Viridiana (Viridiana)
- 1961: Die Hand in der Falle (La mano en el trampa)
- 1962: Fallen für Fra Díavolo (I tromboni di Fra Diavolo)
- 1962: Liebe 1962 (L'eclisse)
- 1962: Wiedersehen für eine Nacht (La rimpatriata)
- 1962: Die Zitadelle von San Marco (Mathias Sandorf)
- 1963: Sein größter Dreh (Le gros coup)
- 1964: Cordoba (Llanto por un bandido)
- 1965: M.C. contra Dr. KHA (Marie-Chantal contre le Docteur Kha)
- 1965: Das Vermächtnis des Inka
- 1966: Hexen von heute (Le streghe)
- 1966: Die Nonne (Suzanne Simonin, la réligieuse du Diderot)
- 1967: Belle de jour – Schöne des Tages (Belle de jour)
- 1967: Cervantes – Der Abenteurer des Königs (Cervantes)
- 1967: Der lange Tag der Rache (I lunghi giorni della vendetta)
- 1968: Stoßtrupp ins Jenseits (El „Che“ Guevara)
- 1968: Simon Bolivar (Simón Bolivár)
- 1968: Tödliche Eifersucht (Los desafios)
- 1969: Stukas über London (La battaglia d'Inghilterra)
- 1970: Abgeschlagene Köpfe (Cabezas cortadas)
- 1970: Francisco Goya – Aus dem Leben eines Malers (Goya)
- 1970: Heiße Spiele (Ann och Eva – de erotiska)
- 1972: Halleluja… Amigo (Si può fare… amigo!)
- 1972: Der Planet Venus (Il pianeta Venere)
- 1973: Im Dutzend zur Hölle (Il consigliori)
- 1974: Du meine Qual (Tormento)
- 1974: Die Macht des Stärkeren (No es nada, mama, solo un juego)
- 1976: Die langen Ferien von 36 (Las largas vacaciones del 36)
- 1976: Die Tatarenwüste (Il deserto dei tartari)
- 1977: Atemlos vor Angst (Wages of fear)
- 1977: Der eiserne Präfekt (Il prefetto di ferro)
- 1978: Der Aufstieg des Paten (Corleone)
- 1978: Bleib wie du bist (Così some sei)
- 1979: Hunted City (Sbirro, la tua legge a lenta… la mia no!)
- 1979: Der Mann, der Venedig hieß (Politiotti, solitudine e rabbia)
- 1979: Tage des Wahnsinns (Carlos el terrorista)
- 1980: Der Mann, der Venedig hieß (Poliziotto solitudine e rabbia)
- 1980: Großangriff der Zombies (Incubo nella città contaminata)
- 1981: Reborn (Renacer)
- 1982: Der Bienenkorb (La colmena) – Regie: Mario Camus
- 1983: Das Geheimnis der vier Kronjuwelen (El tesoro de las cuatro coronas)
- 1983: Zwei trickreiche Gauner (Truhanes)
- 1984: Die heiligen Narren (Los santos inocentes) – Regie: Mario Camus
- 1984: Zeit der Illusion (Los zancos) – Regie: Carlos Saura
- 1985: Camorra (Un comlicato intrigo di donne, vicoli e delitti)
- 1985: Der Schrei des Pelikans (Un solitario e mezzo)
- 1985: Vater unser (Padre nuestro) – Regie: Francisco Regueiro
- 1986: Grüne Hölle von Cartagena (Tre giorni ai tropici)
- 1986: Hot Spot (Hot Spot)
- 1986: La Storia (La storia)
- 1986: Die Zeit der Stille (Tiempo del silencio)
- 1988: Zeit des Schicksals (A Time of Destiny)
- 1989: Barroco (Barroco)
- 1989: La Paloma Blanca – Die weiße Taube (La paloma blanca)
- 1989: Manuel (Le fils emprunté)
- 1990: Fessle mich! (¡Atame!)
- 1991: Der Mann, der seinen Schatten verlor (L'homme qui a perdu son ombre)
- 1996: Airbag – Jetzt knallt’s richtig! (Airbag)
- 1996: Der Tag und die Nacht (Le jour et la nuit)
- 1997: Kleiner Vogel (Pajarico) – Regie: Carlos Saura
- 1998: Talk of Angels (Talk of angels)
- 1999: Goya (Goya en Burdeos) – Regie: Carlos Saura
- 2000: Just Run (¿Tu que harias por amor?)
- 2000: Peixe Lua – Regie: José Álvaro Morais
- 2001: Lázaro de Tormes – Regie: Fernando Fernán Gómez
- 2001: Dagon – Regie: Stuart Gordon